# كيث فورسيث
كيث فورسيث (بالإنجليزية: Keith Forsythe) هو منافس ألعاب قوى نيوزيلندي، ولد في 4 أغسطس 1927، وتوفي في 18 يوليو 2003.